# Capriano del Colle
Capriano del Colle – miejscowość i gmina we Włoszech, w regionie Lombardia, w prowincji Brescia.
Według danych na rok 2004 gminę zamieszkiwało 3857 osób, 296,7 os./km².